# Wieland Wagner
Wieland Adolf Gottfried Wagner (5. ledna 1917 Bayreuth, Německá říše – 17. října 1966 Mnichov, Spolková republika Německo) byl německý operní režisér a scénograf. Jako vnuk Richarda Wagnera se proslavil především inovativním inscenováním jeho oper.

## Život
Wieland byl nejstarší ze čtyř dětí skladatele Siegfrieda Wagnera a jeho ženy Winifred rozené Williamsové a zároveň vnukem skladatele Richarda Wagnera.
Blízký vztah Winifred Wagnerové s Hitlerem vedl k tomu, že Wieland ho znal v průběhu svého dětství a jinošství jako „strýčka Wolfa“. Díky tomu se vyhnul vojenské službě a pracoval na hudebních slavnostech; na sklonku války pracoval v Ústavu pro fyzikální výzkum bayreuthské pobočky koncentračního tábora Flossenbürg. Členem NSDAP byl od roku 1938.
V roce 1941 se Wieland Wagner oženil s baletkou a choreografkou Gertrudou Reissingerovou. Měli čtyři děti: Iris (* 1942), Wolfa Siegfrieda (* 1943), Nike (* 1945) a Daphne (* 1946).
Na počátku 60. let 20. století se Wieland Wagner rozešel se svou manželkou a do své smrti udržoval milostný vztah s mnohem mladší sopranistkou Anjou Siljou, jednou ze zpěvaček, které získal pro účinkování v Bayreuthu.
Zemřel na rakovinu plic v říjnu 1966. Je pohřben ve hrobce rodiny Wagnerových na hřbitově v Bayreuthu.

## Kariéra
Wieland Wagner je považován za jednoho ze zakladatelů tzv. „režijního divadla“ (Regietheater) díky prosazování nového moderního stylu režie i scénografie Wagnerových oper, přičemž naturalistické inscenování nahradil symbolickým a zaměřil se na psychologii dramatu.
Wieland začal svou režijní kariéru již před druhou světovou válkou, a to v inscenacích oper svého otce a děda. Tyto práce dosud nevykazovaly inovativní přístup, kterým proslul po válce. Jeho výprava bayreuthské inscenace Parsifala z roku 1937 byla například vědomě konzervativnější i než předchozí inscenace, přestože pracovala s filmovými projekcemi v průběhu proměn; podobně i válečná inscenace Mistrů pěvců norimberských z roku 1943.
Když byly roku 1951 znovu zahájeny Hudební slavnosti v Bayreuthu, stali se Wieland a jeho bratr Wolfgang jejich řediteli namísto své matky, jejíž blízké vztahy s Adolfem Hitlerem ji pro další vedení festivalu diskvalifikovaly (Wielandova vlastní minulost však byla pominuta). Revoluční inscenace vyprovokovaly extrémní pozitivní i negativní ohlasy.
Již Wielandova dlouho uváděná a průběžně zdokonalovaná inscenace Parsifala z roku 1951 měla řadu rysů, jež pro něj byly později charakteristické. Poválečná střízlivost a jeho vlastní zájem – ovlivněný Adolphem Appiou – o světelné efekty jej přivedly k využívání kruhových minimalistických kulis osvícených shora.
Ve Wielandově prvním poválečném Siegfriedovi (1951) představovala obra Fafnera devítimetrová socha draka chrlícího oheň. V pozdějších inscenacích této opery místo toho použil pár obřích očí, které střídavě vystupovaly z lesa projektovaného na pozadí scény, což vyvolávalo dojem pohybů velkého tvora roztaženého dolů do poloviny Zeleného vrchu.
Wielandovi Mistři pěvci norimberští z roku 1956, přezývaní „Mistři pěvci bez Norimberka“, byli symbolickým vyvrcholením jeho kampaně za odpoutání se od naturalismu při inscenování Wagnera. Středověké město bylo reprezentováno pouze uličním dlážděním, nad scénou se vznášel velký balón připomínající kvetoucí strom.
Wielandův minimalismus se neomezoval na kulisy a rekvizity. Například zpěvák zpívající Gunthera měl v prvním dějství Soumraku bohů stále sedět nakloněn vpřed do okamžiku, kdy pocítil svou autoritu zpochybněnou Hagenem, odkdy měl sedět zpříma. Je obtížné představit si větší kontrast s tradičním operním herectvím.
Účinek inscenací z 50. let podpořila účast řady silných dirigentských osobností včetně Hanse Knappertsbusche, Josepha Keilbertha a Clemense Krausse. Mezi zpěváky hlavních rolí byli Hans Hotter, Astrid Varnayová, Wolfgang Windgassen a Birgit Nilssonová. Mnoho nahrávek z tohoto období je dostupné na CD; oproti tomu autentické obrazové záznamy chybějí.
Přestože Wieland žije v paměti především pro inscenace oper svého děda v Bayreuthu, byl často zván k práci na jiných místech Německa a Evropy. Hostoval například ve Stuttgartu, Kolíně nad Rýnem, Hamburku, Berlíně, Mnichově, Frankfurtu nad Mohanem, Vídni, Kodani, Neapoli, Benátkách, Miláně, Turíně, Londýně, Edinburghu, Paříži, Bruselu, Amsterdamu, Lausanne, Ženevě. Vedle děl svého děda a otce (Der Bärenhäuter, Schwarzschwanenreich, An allem ist Hütchen Schuld, Sonnennflammen) inscenoval Wieland Wagner i například Gluckova Orfea a Eurydiku, Beethovenova Fidelia, Weberova Čarostřelce, Verdiho Aidu a Othella, Bizetovu Carmen, Straussovu Salome a Elektru, Bergova Vojcka a Lulu i opery Carla Orffa (Antigonae, Comoedia de Christi Resurrectione).
Velkou láskou poslední éry jeho života byla německá sopranistka Anja Silja. Bylo jí pouhých 20 let, když roku 1960 na záskok za Leonii Rysanekovou převzala v Bayreuthu Sentu a způsobila senzaci. Díky silnému, tvárnému, mladistvému a zářícímu hlasu i mimořádnému hereckému talentu ztělesňovala Wielandovy ideály. V Bayreuthu zpívala kromě Senty též Elsu v Lohengrinovi, Elisabeth a Venuši v Tannhäuserovi a Evu v Mistrech pěvcích. Jinde patřily do jejího repertoáru Isolda, Brünnhilda, Elektra a Salome Richarda Strausse, Marie ve Vojckovi a Lulu Albana Berga; zpívala dokonce i Desdemonu ve Verdiho Othellovi režírovaném Wielandem. Ale Wieland Wagner spolupracoval se všemi nejlepšími zpěváky své doby a do „nového Bayreuthu“ přilákal elitu wagnerovského zpěvu: Nilssonová, Windgassen, Vickers, Rysaneková, Hotter, Resniková, Vinay, Adam, Gwyneth Jonesová. Wieland chtěl dobré herce, ale zároveň po zpěvácích požadoval, aby se věrně drželi jeho záměru.
Po Wielandově smrti byly jeho rekonstruované inscenace uvedeny mj. v New Yorku, San Franciscu, Sydney a Ósace.

## Vyznamenání
- 1959: Bavorský záslužný řád
- 1966: Pour le mérite für Wissenschaft und Künste

## Videografie
- Wagner: Tristan a Isolda (Nilsson, Windgassen, Hotter; Boulez, 1967) [live] Bayreuth Festival at Osaka
- Wagner: Valkýra (Silja, Dernesch, Thomas, Adam; Schippers, 1967) [live] Bayreuth Festival at Osaka